# Brachytarsina amboinensis
Brachytarsina amboinensis är en tvåvingeart som beskrevs av Camillo Rondani 1878. Brachytarsina amboinensis ingår i släktet Brachytarsina och familjen lusflugor. Inga underarter finns listade i Catalogue of Life.